# IC 117
IC 117 је ознака објекта на координатама са ректансцензијом 1h 27m 21,0s и деклинацијом - 1° 51" 52'. Открио га је Стефан Жавел, 6. новембра 1891. Каснијим посматрањима на том положају није уочен никакав астрономски објекат.